# Amy Ried
Amy Ried (ur. 15 kwietnia 1985 we Frankfurcie nad Menem) – amerykańska aktorka i reżyserka filmów pornograficznych pochodzenia niemiecko-francusko-indiańskiego.

## Życiorys

### Wczesne lata
Urodziła się we Frankfurcie nad Menem. Kiedy dorastała, jej rodzice zostali przeniesieni do południowej Kalifornii. Przez lata studiowała na wydziale inżynierii mechanicznej na California State Polytechnic University, ale studiów nie ukończyła.

### Kariera
W 2005 roku, w wieku 20 lat zadebiutowała na ekranie pod pseudonimem Devin Valencia w filmie Red Light District Young Ripe Mellons 7 z Tonim Ribasem. Po raz pierwszy wzięła udział w scenie seksu analnego w Jules Jordan Video Weapons of Ass Destruction # 5 (2006).
W 2007 roku była nominowana do XRCO Award w kategorii „Najlepsza ekranowa chemia” w Breakin' 'Em in 9 (2006) z Vince’em Vouyerem.
W październiku 2007 roku podpisała kontrakt z Third Degree Films, a dwa lata później, w październiku 2009 podpisała kontrakt z New Sensations.
W 2011 roku zdobyła nominację do AVN Award w kategorii „Najlepsza scena seksu grupowego” w Out Numbered 5 (2010) w reżyserii Erika Everharda obok takich wykonawców jak: Erik Everhard, Lela Star, Joey Valentine, Mia Rose, Lindsey Meadows, Toni Ribas, Rebeca Linares, Brianna Beach i Mr. Pete.
Poza planem filmowym spotykała się z Erikiem Everhardem (w grudniu 2005), Vince’em Vouyerem (2005-2006), Jeanem Val Jeanem (2006), Anthonym Hardwoodem (2006), Benem Englishem (2007) i Justice Youngiem (2008).

## Nagrody
| Rok  | Nagroda                     | Kategoria                                   | Film                          | Inni wykonawcy |
| ---- | --------------------------- | ------------------------------------------- | ----------------------------- | -------------- |
| 2007 | AVN Award                   | Najlepsza scena seksu analnego - wideo      | Breakin' 'Em In #9 (2006)     | Vince Vouyer   |
| 2007 | AVN Award                   | Najlepsza złośnica                          | My Plaything: Amy Ried (2006) | –              |
| 2007 | F.A.M.E. Awards             | Ulubiona nowicjuszka                        | –                             | –              |
| 2008 | Adam Film World Guide Award | Kontrakt gwiazdki roku – Third Degree Films | –                             | –              |
| 2010 | AVN Award                   | Najlepsza scena seksu w parze               | 30 Rock: A XXX Parody (2009)  | Ralph Long     |